# We Appreciate Power
"We Appreciate Power" é uma canção de Grimes com participação da musicista americana Hana. Foi lançado em 29 de novembro de 2018, anunciado como o primeiro single de seu quinto álbum de estúdio Miss Anthropocene, no entanto, está disponível apenas nos lançamentos japonês e deluxe. A música foi escrita e produzida por Grimes, Hana e Chris Greatti.

## Antecedentes e lançamento
A música deveria ser uma das duas colaborações entre Grimes e a cantora americana Poppy, para o segundo álbum de estúdio da última, Am I a Girl?. Em uma entrevista, Poppy mencionou que escreveu duas músicas com Grimes; uma sobre "destruir coisas" e outra sobre "poder". A outra canção, "Play Destroy", estava presente no álbum. Grimes compartilhou uma letra da música com uma foto dela com Poppy no Twitter em maio de 2018. Após conflitos entre as duas cantoras, a música em vez disso foi lançada por Grimes com a cantora Hana.
Em 26 de novembro, Grimes anunciou que lançaria música nova em 29 de novembro. Dois dias depois, ela revelou que o single é intitulado "We Appreciate Power" e tem a participação de Hana, e compartilhou a capa. O lançamento da música foi acompanhado por um lyric video dirigido por Grimes e seu irmão Mac Boucher.

## Música e letras
"We Appreciate Power" é uma canção de rock industrial, nu metal, e techno-industrial. A faixa é considerada mais um passo na experimentação de Grimes com guitarras que começou em Art Angels de 2015. A faixa foi comparada aos trabalhos do Nine Inch Nails; Jillian Mapes, da Pitchfork, descreveu a música como "uma investida imediata de ruído mutilado—abafamento de guitarra de metal distorcido, gritos sangrentos, um loop de guitarra que conjura medo e exige adoração. Flashes de Pretty Hate Machine do Nine Inch Nails reverberam através da programação de bateria e sintetizadores." Brendan Klinkenberg da Rolling Stone colocou a música "em algum lugar entre o power pop e o diretamente industrial" (com uma ponte estendida que lembra os momentos mais arrebatadores de uma trilha sonora de Final Fantasy)" e "uma versão distintamente de 2018 do rock afiado de Nine Inch Nails".
Um comunicado de imprensa afirmou que a música foi inspirada na banda norte-coreana, Moranbong, e foi escrita "da perspectiva de uma máquina de propaganda girl group pró-I.A. que usa música, dança, sexo e moda para espalhar boa vontade em relação à Inteligência Artificial". Além disso, Grimes afirmou que, simplesmente ouvindo a música, você estará reduzindo o seu risco de acabar na lista de marcados de qualquer futuro senhor da IA quando ele reinará supremo, espelhando a teoria do Basilisco de Roko. Liricamente, a canção toca em ideias transumanistas, como a melhoria e o futuro da raça humana, as possibilidades de fundir a consciência com máquinas para prolongar a vida indefinidamente através do upload da mente, e a ideia de que a realidade pode ser simulada. O refrão da música gerou um pico no interesse pela palavra "capitular".

## Recepção crítica
A crítica da Pitchfork, Jillian Mapes, escreveu: "Se "Freak on a Leash" não é um empecilho, então o fascínio do supervilão de "We Appreciate Power" pode puxá-lo (é legitimamente bom), mas também pode deixá-lo sobrecarregado pelo compromisso de Grimes com a absoluta linha do tempo mais sombria." Gil Kaufman, da Billboard, descreveu a música como "um mergulho distópico e agressivo em um som mais rock". Similarmente, Brendan Klinkenberg da Rolling Stone chamou de "o single mais agressivo que Grimes lançou até hoje" Noisey chamou a música de "um absolutamente incrível de um single" e opinou que soa "como uma banda de k-pop cobrindo nu-metal". Justin Kamp, da Paste, descreveu a faixa como um "hino glitchy de empoderamento que acompanha sintetizadores estridentes e repetidas exultações de poder de Grimes".

## Créditos
Créditos adaptados do Tidal.
- Grimes – vocais, guitarra, produção, engenharia
- Hana – vocais, guitarra, produção adicional
- Chris Greatti – guitarra, teclados, produção, engenharia
- Zakk Cervini – mixagem

## Faixas e formatos
Download digital e streaming
1. "We Appreciate Power" (com HANA) – 5:34
2. "We Appreciate Power" (com HANA) (Nightcore Remix) – 4:18

Download digital e streaming – BloodPop® Remix
1. "We Appreciate Power" (com HANA) (BloodPop® Remix) – 06:10

Download digital e streaming – Algorithm Mix
1. "We Appreciate Power" (com HANA) (Algorithm Mix) – 03:44

Download digital e streaming – Radio Edit
1. "We Appreciate Power" (com HANA) (Radio Edit) – 3:44

## Desempenho nas paradas musicais
| Parada (2018)                                             | Melhor posição |
| --------------------------------------------------------- | -------------- |
| Nova Zelândia (New Zealand Hot Singles – RMNZ)            | 35             |
| Escócia (OCC)                                             | 69             |
| Reino Unido (UK Download – OCC)                           | 94             |
| Estados Unidos (Hot Rock & Alternative Songs – Billboard) | 40             |